# 에밀 시트카

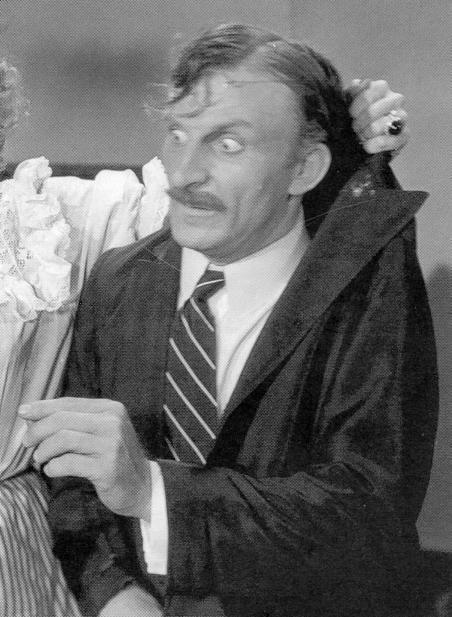

에밀 싯카(Emil Sitka, 1914년 12월 22일 ~ 1998년 1월 16일)는 미국의 희극인, 배우이다.
존스타운에서 태어났으며 캐머릴로에서 사망하였다. 사인은 뇌졸중이다.

## 영화
- 펄프 픽션 (1994년)
- 반칙 게임 (1992년)
- 인트루더 (1988년)
- 크라임웨이브 (1985년)
- 27번째 날 (1957년)
- 마이 시스터 에일린 (1955년)
- 쓰리 포 더 쇼 (1955년)
- 폭력 교실 (1955년)
- 올 어쇼어 (1953년)
- 웰 (1951년)
- 더 뷰티풀 브론드 프럼 배쉬풀 벤드 (1949년)